# Veseta (stacja kolejowa)
Veseta (ros. Весета) – towarowa stacja kolejowa leżąca w oddaleniu od skupisk ludzkich, w gminie Aizkraukle, na Łotwie. Obsługuje pobliski kamieniołom.

## Bibliografia

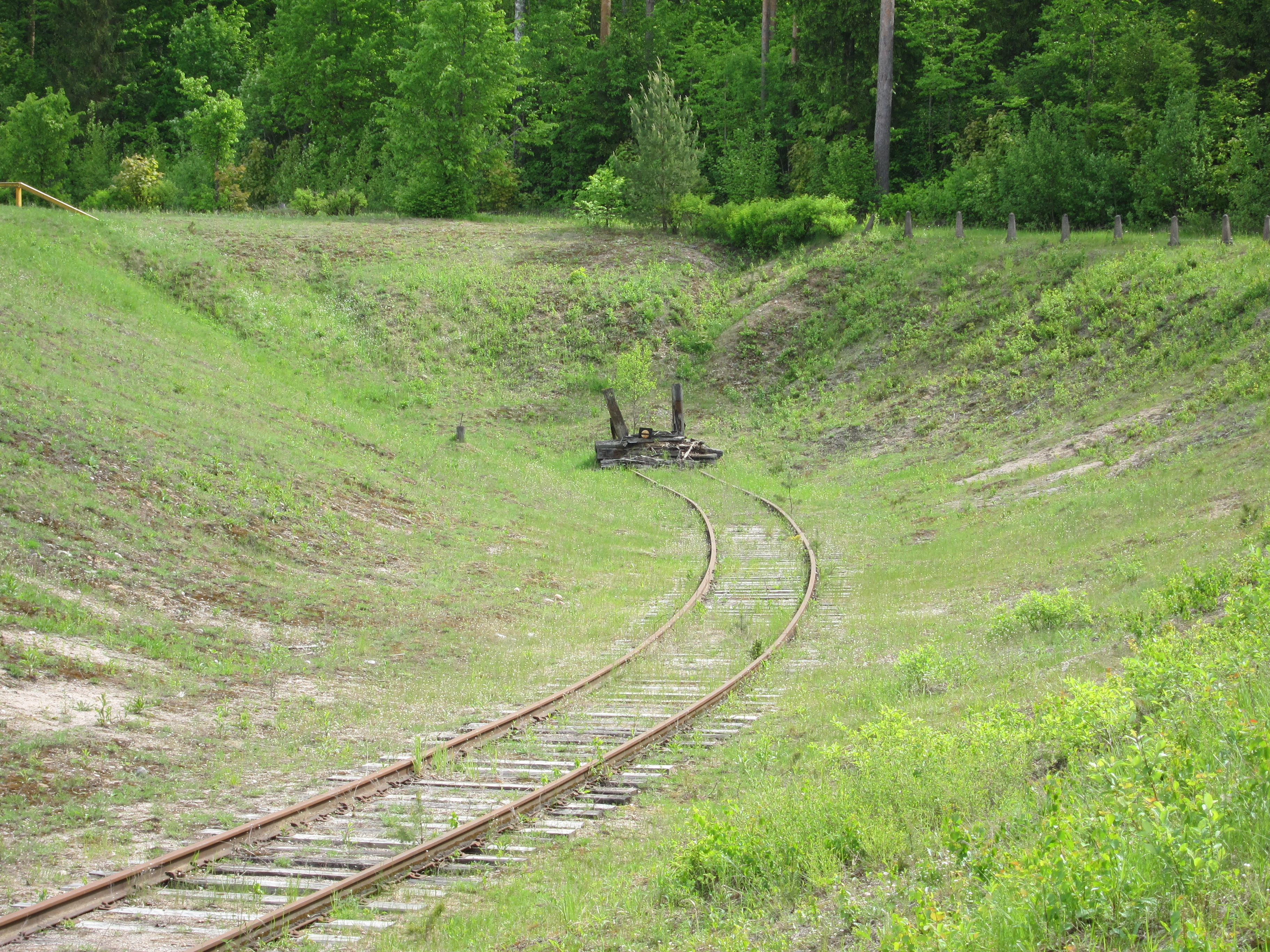
Koniec linii